# Abranka
Abranka (ukrajinsky Абранка) je obec v nyžněvorotské vesnické komunitě (hromadě), v mukačevském okrese Zakarpatské oblasti Ukrajiny. V roce 2001 zde žilo 584 obyvatel.

## Místní části
- Mala Abranka, ukrajinsky Мала Абранка
- Kušnycja,  česky také Kušnice,[1] ukrajinsky Кушниця

## Historie
Vesnice byla založena v roce 1611. V roce 1649 žilo v ní 31 obyvatel. První písemná zmínka o cerkvi je z roku 1692 a další zmínka o cerkvi Přesvaté Bohorodice se třemi zvony je z roku 1733. Do uzavření Trianonské smlouvy byla obec součástí Uherska, poté byla součástí Československa. Od roku 1945 byla součástí Ukrajinské sovětské socialistické republiky, která byla součástí SSSR. Od roku 1991 je obec součástí nezávislé Ukrajiny. 

## Památky
V obci stojí dřevěný cerkev Uvedení přesvaté Bohorodičky do chrámu z roku 1886 pravděpodobně přestavěn ze staršího chrámu z první polovina 18. století. Cerkev je trojlodní zastřešena společnou střechou.
Vedle kostela stojí dřevěná patrová zvonice, ve které jsou zavěšeny tři zvony. Nejstarší a nejmenší byl ulit v Prešově v roce 1807, druhý je z roku 1925 a třetí z roku 1928.